# Bartolomeo Schedoni

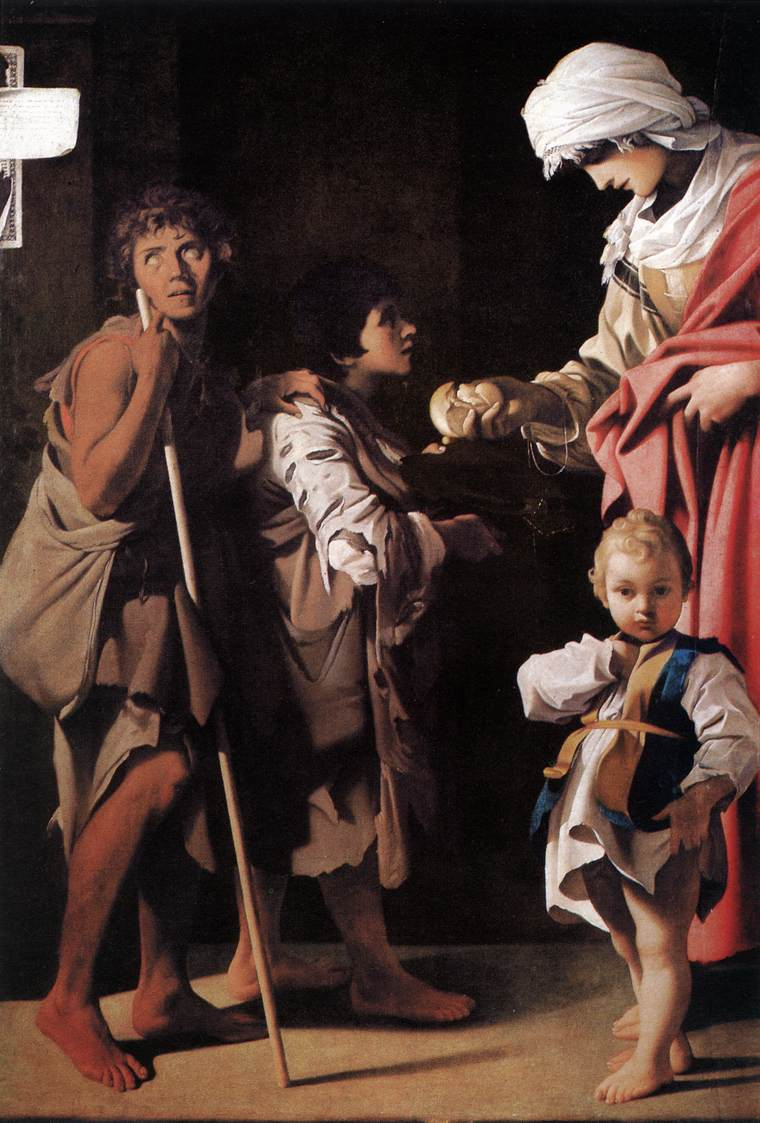
„La Carità“ von Bartolomeo Schedoni

Bartolomeo Schedoni (* 1578 in Modena; † 1615 in Parma) war ein italienischer Maler.

## Leben
Schedoni wurde in Modena geboren und war meist in Parma im Dienste des Hauses Farnese tätig. Seine frühen Werke gehören zu den besten Beispielen des italienischen Manierismus und verraten Michelangelo Merisi da Caravaggio Einfluss. Später passte er sich dem Stil Caravaggios an und gebrauchte Lichteffekte mit viel Charme. Sein früher Tod ist angeblich das Resultat seiner unkontrollierten Leidenschaft fürs Spielen gewesen.